# Enlinia edwardsae
Enlinia edwardsae är en tvåvingeart som först beskrevs av Van Duzee 1930.  Enlinia edwardsae ingår i släktet Enlinia och familjen styltflugor. Inga underarter finns listade i Catalogue of Life.